# Personaggi di Downton Abbey
Questa voce contiene un elenco dei personaggi presenti nella serie televisiva Downton Abbey.

## Personaggi principali

### Famiglia Crawley

#### Robert Crawley
Interpretato da Hugh Bonneville, doppiato da Luca Biagini. Nato nel 1865, il settimo conte di Grantham e capo della famiglia Crawley, nonostante il titolo nobiliare e la fermezza, è un uomo molto mite e affabile, e provvede alle sorti del suo casato cercando sempre di intraprendere la scelta più giusta. Nel 1889 ha sposato Cora, un'ereditiera americana, principalmente per i suoi soldi, finendo poi per innamorarsene veramente. Nella prima stagione, nonostante sia sollecitato a fare in modo che sia Mary a ereditare Downton Abbey, rifiuta in virtù del suo lignaggio di conte, che è vincolato a mantenere l'unità della proprietà ed il benessere della comunità che da essa trae sostentamento. Nella seconda stagione ha una breve relazione con la domestica Jane. Nella terza stagione deve accettare l'aiuto dei due generi nella conduzione di Downton Abbey. Nell'ultima stagione soffre di un'ulcera, per cui viene operato d'urgenza e salvato.

#### Cora Crawley
Interpretata da Elizabeth McGovern, doppiata da Anna Cesareni. La contessa di Grantham, nata nel 1868, è la moglie del conte e ha un fratello di nome Harold. Figlia di Martha Levinson, multimilionaria di Cincinnati, arriva in Inghilterra dall'America nel 1888, all'età di 20 anni, sposando Robert Crawley l'anno successivo. Essendo originaria dagli Stati Uniti, il suo matrimonio scatenò non poche polemiche da parte della famiglia del marito, e le sue idee ed opinioni sono spesso messe in discussione da Lady Violet. È una donna dal temperamento affabile e gioviale. Nella prima stagione rimane incinta, ma abortisce in seguito a una caduta provocata dalla sua cameriera. Nella seconda stagione si ammala di influenza spagnola ma, dopo una fase critica, si riprende.

#### Mary Josephine Crawley
Interpretata da Michelle Dockery, doppiata da Benedetta Degli Innocenti. La figlia maggiore dei conti di Grantham è nata nel 1891. Mary è una giovane avvenente, intelligente, ambiziosa e dotata di un certo presuntuoso carattere, nonché la figlia sulla quale i genitori ripongono maggiormente la speranza di un matrimonio facoltoso. Pur ostentando un comportamento rigido e freddo, desidera, inconsciamente, un uomo che possa amare davvero. Nella prima stagione passa una notte con Kemal Pamuk, un diplomatico turco che muore nel letto di Mary a causa di un attacco cardiaco. Nonostante l'attrito iniziale, la ragazza s'innamora in seguito di Matthew, ma alla fine rifiuta la sua proposta di matrimonio quando Cora rimane incinta, in quanto il nuovo arrivato, se maschio, sarebbe l'erede legittimo di Robert e dunque Matthew non erediterebbe più il titolo di conte. Mary decide di rifiutarlo anche a causa dell'intervento della zia Rosamund, nonostante la nonna Violet le avesse consigliato di accettare Matthew comunque e, nel caso, ripensarci dopo la nascita del fratello o sorella. Nella seconda stagione, Mary si fidanza con Richard Carlisle, il proprietario di un giornale. Mary non ne è innamorata in realtà, ma accetta comunque di sposarlo in quanto non crede di avere altra scelta. Si sentirà ancora più obbligata, dopo che questi compra la notizia di Pamuk dalla moglie di Bates, Vera, che, per fare un dispetto al marito, aveva minacciato di diffondere la notizia, e la mette a tacere decidendo di non pubblicarla. Rompe poi il fidanzamento una volta rivelato alla famiglia l'accaduto e accetta la proposta di matrimonio di Matthew. Nella terza stagione, si sposa con lui e dà alla luce un figlio, George. Dalla quarta stagione amministra la tenuta insieme al padre, come erede e vedova di Matthew. Ha una relazione con Lord Gilligham, che però lascia quando questi le chiede la mano. Nella sesta e ultima stagione si innamora, ricambiata, del pilota d'automobilismo Henry Talbot, che sposerà dopo alterne vicende.

#### Edith Crawley
Interpretata da Laura Carmichael, doppiata da Paola Majano. La secondogenita dei conti di Grantham è nata nel 1892. Di natura sarcastica e di aspetto ordinario vive nell'ombra della sorella maggiore, con la quale ha un rapporto conflittuale. Di natura dolce, a differenza di Mary, Edith è meno intransigente e pretenziosa, e cerca disperatamente l'amore che possa renderla felice e riscattarla dal suo stato di "figlia dimenticata". Nella prima stagione cerca di conquistare Matthew, senza successo, e per ripicca rivela all'ambasciata turca quello che è successo tra la sorella maggiore e Kemal Pamuk. Viene poi corteggiata da sir Anthony Strallan, che però rinuncia a chiedere la sua mano per colpa di Mary. Nella seconda stagione Edith impara a guidare e aiuta presso una fattoria che ha bisogno qualcuno che guidi il trattore, ma viene in seguito allontanata a causa della relazione che stava instaurando con il fattore, sposato. Quando Downton Abbey diventa un convalescenziario, incontra un ferito di guerra col volto sfigurato che dichiara di essere Patrick Crawley, l'erede della tenuta morto con l'affondamento del Titanic, di cui Edith era innamorata: l'uomo, però, se ne va poco dopo. Nella terza stagione accetta la proposta di matrimonio di Anthony Strallan, molto criticata dalla famiglia perché lui è molto più anziano e ha un braccio paralizzato in seguito a una ferita di guerra, e così lui la lascia all'altare a causa delle pressioni da parte di Violet e Robert. Dopo quest'avvenimento, si convince di non essere fatta per la vita di coppia e trova lavoro presso un giornale londinese di proprietà di Michael Gregson, di cui s'innamora, ricambiata, ma lui è sposato con una donna malata mentale, dalla quale la legge britannica gli impedisce di divorziare. A questo scopo, nella quarta stagione Gregson parte per la Germania per ottenere la cittadinanza tedesca in modo da poter divorziare, ma scompare nel nulla. Molto preoccupata per lui, Edith scopre intanto di essere incinta e, con l'appoggio di zia Rosamund, va in Svizzera a partorire e affida la bambina, Marigold, a una famiglia locale. Presto, però, sentendo la mancanza della bambina, va a riprenderla e chiede a un fattore di Downton di adottarla in modo da poterla avere vicino, per poi cambiare nuovamente idea. Inizialmente scappa con la bambina a Londra, poi decide di adottarla e tornare a Downton. Ospite al castello di Brancaster incontra il suo amministratore, Bertie Pelham, con cui stringe un legame di amicizia che si trasformerà presto in amore. Dopo la morte del cugino, Bertie diventa Marchese di Hexam e, scoperto che Marigold è la figlia di Lady Edith, si arrabbia con quest'ultima per non averglielo detto e la lascia. Nell'episodio finale i due tornano insieme e si sposano.

#### Sybil Cora Crawley
Interpretata da Jessica Brown-Findlay, doppiata da Letizia Scifoni. La figlia minore dei conti di Grantham è nata nel 1895. È una ragazza timida e discreta con un innato senso della giustizia e un carattere ribelle. Non cerca, come le sorelle, il miglior partito o un grande matrimonio, avendo una visione molto più semplice e romantica dell'amore. Diventa amica di Gwen e si adopera affinché la ragazza realizzi il proprio sogno di lasciare il servizio, ed è grazie a lei che Gwen trova il suo primo lavoro come segretaria. Nella prima stagione s'interessa all'attivismo politico, essendo una fervente sostenitrice dei diritti del popolo e delle donne, nonostante il parere contrario della famiglia e, soprattutto, del padre; nella seconda stagione, supportata dalla cugina Isobel, segue un corso da infermiera. Durante la guerra assiste prima i feriti nell'ospedale del paese poi a casa, quando Downton viene temporaneamente trasformata in un convalescenziario. Finita la guerra e stanca della vita aristocratica accetta di trasferirsi a Dublino e sposare Branson. In un primo momento scappa di casa ma torna indietro, decisa a fare le cose alla luce del sole, fermamente convinta della propria scelta, incontrando l'opposizione della famiglia e soprattutto di Robert, che non crede Branson degno di sua figlia. Alla fine il padre acconsente al matrimonio. Muore dando alla luce una bambina, nel 1920, ad appena 24 anni, che prenderà il suo nome, Sybbie.

#### Violet Crawley
Interpretata da Maggie Smith, doppiata da Paola Mannoni. La contessa madre di Grantham, è la madre di Robert e la nolente suocera di Cora. La sua data di nascita si aggira intorno agli anni 40 dell'Ottocento. Orgogliosa e leale nei confronti del figlio, possiede un carattere sarcastico e competitivo, che la porta a nutrire una particolare ostilità nei confronti di Isobel, una delle poche persone ad affrontarla apertamente. Nella prima stagione spera che Mary possa ereditare Downton Abbey sposando Matthew e inizialmente non sopporta i nuovi arrivati in quanto li ritiene degli intrusi venuti ad appropriarsi del patrimonio e incapaci di gestirlo. Con il tempo accetta Matthew e diventa amica di Isobel. È conformista e snob, ma spesso compie scelte inaspettate per salvare il buon nome o l'unità familiare, a cui tiene più di ogni altra cosa. Non ha un buon rapporto con la madre di Cora, che è anche l'unica a tenerle sempre testa.

#### Matthew Reginald Crawley
Interpretato da Dan Stevens, doppiato da Alessio Cigliano. Nato nel 1885, muore nel 1921. Il cugino di terzo grado del conte, è avvocato di diritto societario a Manchester. Nella prima stagione diventa il nuovo erede del titolo e della proprietà di Downton Abbey: essendo però cresciuto in un contesto sociale modesto e borghese, trova molta difficoltà ad adattarsi allo stile di vita opulento e sedentario dell'aristocrazia, che considera assurdo e ridicolo. S'innamora di Mary, che però rifiuta la sua proposta di matrimonio. Nella seconda stagione si fidanza con Lavinia Swire e serve in guerra come ufficiale, prendendo William come attendente. Durante la guerra riescono più volte a far ritorno incolumi, ma poi, poco prima che il conflitto finisca, vengono colpiti da una granata: Matthew, perso l'uso delle gambe, rimane su una sedia a rotelle e non può più avere figli, ma lentamente si riprende dal trauma e torna ad una vita normale. Lavinia, però, muore d'influenza spagnola: Matthew si sente in colpa, credendo che si sia abbandonata alla malattia dopo aver visto lui e Mary che si baciavano, e fa quindi il voto di essere infelice per il resto della vita. Qualche mese dopo, però, chiede a Mary di sposarlo e lei accetta. Durante la terza stagione teme di essere rimasto sterile in seguito alla paralisi e di non poter dare un erede alla famiglia; si scopre tuttavia che è Mary ad avere un problema di sterilità, che viene risolto con un intervento. La coppia ha infatti un bambino, George, ma Matthew muore finendo fuori strada con la macchina mentre torna a Downton a dare la buona notizia.

#### Isobel Crawley
Interpretata da Penelope Wilton, doppiata da Lorenza Biella. Nata nel 1857. La madre di Matthew, del quale va molto fiera, è figlia del dottore John Turnbull e ha un fratello di nome Edward. Il marito Reginald, ora defunto, praticava nello studio di suo padre. Nella prima stagione diventa co-presidentessa dell'ospedale insieme a Violet e nella seconda si occupa dei feriti di guerra.  Durante la guerra, dopo un'accesa discussione con Cora riguardo alla gestione di Downton come convalescenziario, decide per protesta di partire per la Francia. Farà ritorno solo dopo la notizia del ritorno di Matthew dalla guerra. Nella terza stagione apre una casa a York per occuparsi delle prostitute, nella quale incontra Ethel, ex-cameriera a Downton, che ha intrapreso la professione di prostituta per mantenere sé stessa e il figlioletto Charlie. Isobel fa da tramite per affidare Charlie ai nonni paterni, e assume Ethel come cameriera, provocando il licenziamento di Mrs Bird. Nell'ultima stagione accetta il corteggiamento di lord Merton, che sposa, nonostante il parere contrario dei figli di lui.

#### Tom Branson
Interpretato da Allen Leech, doppiato da Stefano Crescentini e Luca Mannocci (dall'ep. 2x04). Un ragazzo irlandese con idee politiche socialiste, nella prima stagione viene assunto come nuovo autista e avvicina Sybil all'attivismo politico. Nella seconda stagione chiede a Sybil di sposarlo e trova lavoro a Dublino come giornalista, ma è solo dopo molte difficoltà che riesce a farsi accettare da Robert. Durante la terza stagione, a causa delle sue attività sovversive e dopo una rocambolesca fuga, viene esiliato in Inghilterra e si stabilisce a Downton Abbey con Sybil. Dopo la morte della moglie, viene convinto da Matthew a restare in famiglia e ad aiutare nella gestione della tenuta. Convinto dal fratello a trasferirsi negli Stati Uniti, fa ritorno a Downton dopo pochi mesi, poiché capisce di appartenere alla famiglia.

#### Rose MacClaire
Interpretata da Lily James, doppiata da Gaia Bolognesi, nata nel 1903 circa, è la figlia di Hugh e Susan MacClaire, marchesi di Flintshire. Sua madre è nipote di Violet e perciò cugina di Robert e di Rosamund. Affezionatissima al padre detesta invece la madre, che la tratta con molta severità; proprio per sfidare quest'ultima viene sorpresa più volte da tutti a fare cose inappropriate per il suo lignaggio e la sua età, come ballare per locali con un uomo sposato ed essere intenzionata a sposare un uomo di colore. Nella quinta stagione si dedica ai nobili russi che sono scampati alla rivoluzione e incontra un giovane banchiere, Atticus Aldridge, figlio dei Sinderby una famiglia di fede ebraica. I due si sposano alla fine della quinta stagione e partono per New York dove avranno una figlia, Victoria Rachel Cora. 

#### Henry Talbot
Interpretato da Matthew Goode, doppiato da Vittorio Guerrieri. Affascinante pilota professionista, si innamora di Mary dopo averla incontrata in vacanza con gli Aldrige a Brancaster. Chiede a Mary di sposarlo dopo aver assistito alla morte del suo migliore amico Charlie Rogers durante una gara ma lei rifiuta, memore della morte di Matthew per un incidente d'auto. Si sposano alla fine della sesta stagione, e viene rivelato poi che Mary è di nuovo incinta.

### Servitù

#### Charles Carson
Interpretato da Jim Carter, doppiato da Paolo Marchese. È il maggiordomo di Downton Abbey, dove lavora fin da quando era un ragazzo e ha nostalgia dei tempi andati. Estremamente preciso e professionale, dimostra di essere attaccato all'etichetta più della stessa aristocrazia. Da giovane è stato un attore e cerca di nascondere a tutti i costi questo aspetto infamante del suo passato. Vuole molto bene a Mary, che considera una figlia, e nella seconda stagione è disposto a seguirla nella sua nuova dimora, ma desiste dal suo proposito accortosi della pessima condotta del futuro marito di Mary, Richard Carlisle. Nella sesta stagione si sposa con la Sig.ra Hughes e alla fine della stagione scopre un tremore alla mano per cui decide di lasciare il posto da maggiordomo a Barrow.

#### Elsie Hughes
Interpretata da Phyllis Logan, doppiata da Antonella Giannini. È la governante e si occupa della casa e delle domestiche. Una donna gentile, ma dura, è l'unica capace di tenere testa a Carson, con il quale ha un rapporto di stima e amicizia. Nella prima stagione riceve la visita di un suo ex spasimante che le chiede di sposarlo, ma lei rifiuta la proposta per timore di dover lasciare il servizio a Downton. Nella terza stagione teme di avere un cancro perché le trovano un nodulo al seno, ma si rivela essere benigno.
Nella sesta stagione sposa Carson e vanno a vivere in un cottage nella tenuta mantenendo i loro ruoli.

#### John Bates
Interpretato da Brendan Coyle, doppiato da Massimo Rossi. Ha conosciuto Robert Crawley durante la guerra boera, nel corso della quale ha riportato una ferita che lo ha reso zoppo. Nella prima stagione viene assunto come valletto ed è molto grato al conte per la possibilità che gli è stata data. Tenta di risolvere il suo problema con un correttore di zoppia, che gli causa terribili sofferenze e con l'aiuto della signora Hughes si libera dello strumento di tortura e accetta la sua condizione; s'innamora anche di Anna. Nella seconda stagione chiede il divorzio dalla moglie Vera, che però si rifiuta e minaccia di raccontare ai giornali il segreto di Mary, distruggendo così la serenità di Downton. Per questo motivo Bates lascia il servizio alla tenuta per andarsene con lei, cominciando a lavorare in un pub. Quando la moglie muore, sposa Anna, ma viene arrestato per l'omicidio di Vera e condannato prima all'impiccagione, poi all'ergastolo. Anna riesce però a trovare una testimone decisiva che lo scagiona e, tornato a casa, riprende il suo ruolo di valletto di Robert.
Nella quinta stagione rimane coinvolto nelle indagini sulla morte dello stupratore di Anna, la quale viene anche arrestata. 
Nel finale della sesta stagione diventa padre dopo una gravidanza travagliata.

#### Sarah O'Brien
Interpretata da Siobhan Finneran, doppiata da Anita Bartolucci. È la guardinga e maligna cameriera personale della contessa, e non accetta la supremazia di Carson e Mrs Hughes. Unica alleata di Thomas, complotta contro Bates sin dal suo arrivo ed è la causa dell'aborto di Cora. Il rapporto con Thomas si deteriora durante la terza stagione e i due tramano l'una alle spalle dell'altro. Sempre nella terza stagione riesce a far assumere il nipote Alfred come cameriere. All'inizio della quarta stagione si scopre che ha accettato di nascosto l'impiego come cameriera personale presso la fredda e bisbetica madre di Rose in India.

#### Anna May Smith
Interpretata da Joanne Froggatt, doppiata da Francesca Manicone. Capo cameriera, si occupa delle figlie del conte. Intelligente e piena di risorse, è generalmente apprezzata. Nella prima stagione sostiene il signor Bates sin dall'inizio e s'innamora di lui, sposandolo nella seconda stagione. Nella terza stagione viene promossa a cameriera personale di Mary. Viene violentata sessualmente nella quarta stagione dal signor Green, valletto di Lord Gillingham. E dopo l'improvvisa morte di quest'ultimo viene sospettata di omicidio. Fortunatamente viene assolta poco dopo (stagioni 4 e 5). Nella sesta stagione, malgrado qualche problema iniziale, concepisce un figlio con il signor Bates.

#### Thomas Barrow
Interpretato da Rob James-Collier, doppiato da Alessandro Quarta (stagione 1) e Riccardo Rossi (stagione 2 - stagione 6). Il primo cameriere, pensa di essere migliore degli altri. Arrogante e ladro, vuole diventare un valletto e per questo si avvicina ad ogni ospite ricco di Downton per sapere se c'è un posto libero che gli permetta di lasciare la tenuta. Nella prima stagione, per far dispetto a William, corteggia Daisy e in seguito si licenzia per fare un addestramento militare in vista della guerra. Nella seconda stagione viene mandato al fronte e, sconvolto dagli orrori della guerra, si fa ferire apposta per lasciare il fronte. Torna a Downton Abbey ad occuparsi dei feriti quando la residenza viene temporaneamente adibita a convalescenziario; finita la guerra si mette in affari nel mercato nero, ma viene truffato perdendo tutti i suoi risparmi. Torna a fare il cameriere e nella terza stagione viene promosso a valletto di Robert in seguito all'arresto di Bates, ma, quando Bates viene scagionato, ritorna alla sua vecchia posizione con riluttanza. Prende in antipatia Alfred e si innamora del nuovo cameriere James: questo fatto quasi gli costa il posto quando la signora O'Brien gli fa credere che James lo ricambi; il rapporto tra i due uomini è teso dopo la rivelazione dell'omosessualità di Thomas, ma successivamente instaurano un'amicizia. La morte di Sybil e la delusione amorosa sembrano ammorbidire il suo carattere, ma riprende presto i suoi intrighi. Nella quinta stagione cerca in tutti i modi di estorcere informazioni dalla Baxter, la nuova cameriera di Cora, ma si rivolge a lei quando scopre di essersi iniettato dei farmaci non sterilizzati. Nella sesta stagione si avvicina al nuovo cameriere, Andy, cercando d'instaurare una nuova amicizia. Ma Andy, in un primo momento, scoprendo l'omosessualità di Thomas, cerca di allontanarlo. Ma quando Thomas gli propone di aiutarlo ad imparare a leggere, Andy capisce di averlo giudicato male. La situazione per Thomas precipita quando viene allontanato da tutti e Carson si mostra insofferente nell'averlo ancora in casa. Sprofonda nella solitudine e tenta il suicidio. Viene però salvato in tempo dalla signorina Baxter, Andy e Mrs. Hughes. Nel finale di stagione appare cambiato, gentile e premuroso nei confronti di tutti e a seguito del ritiro di Carson diventa il nuovo maggiordomo di Downton.

#### Phyllis Baxter
Interpretata da Raquel Cassidy, doppiata da Laura Romano. Viene assunta come cameriera personale di Cora dopo l'incidente di Edna con Mrs. Hughes e Tom. Viene rivelato che deve questo lavoro grazie a Barrow che però la tiene sotto scacco, ricattandola per informazioni e minacciandola di raccontare il suo passato alla contessa: in precedenza, era stata imprigionata dopo aver rubato dei gioielli alla donna dove era in servizio per amore di un uomo, che l'aveva in seguito abbandonata. Instaura un profondo legame di amicizia con Molesley.

#### William Mason
Interpretato da Thomas Howes, doppiato da Davide Albano. Il secondo cameriere, viene spesso sfruttato e maltrattato da Thomas per la sua ingenuità. È innamorato di Daisy. Nella seconda stagione va in guerra, spinto da un fortissimo senso dell'onore. Diventa attendente personale di Matthew, ma viene colpito da una granata e, poco prima di morire, sposa Daisy.

#### Gwen Dawson
Interpretata da Rose Leslie, doppiata da Benedetta Ponticelli. Lavora come domestica, ma vuole diventare segretaria: questa sua natura un po' ribelle le fa stringere amicizia con Lady Sybil, che la aiuta a seguire un corso di stenografia e le trova un posto come segretaria (stagione 1). Fa ritorno nella sesta stagione, ormai sposata con un uomo chiamato John Harding, invitata a Downton Abbey da Lady Rosamund, interessata a sostenere l'istituto per giovani donne da lei ideato e il cui tesoriere è proprio il marito.

#### Beryl Patmore
Interpretata da Lesley Nicol, doppiata da Aurora Cancian. È la cuoca di Downton. Nella prima stagione ha un forte calo della vista e viene accompagnata a Londra da Anna per subire un intervento agli occhi. Nella seconda stagione scopre con grande dolore la morte del nipote, arruolato nell'esercito e fucilato per codardia. Si affeziona moltissimo a William, spingendo per il suo matrimonio con Daisy, e viene nuovamente colpita dalla morte del giovane. Ha un rapporto conflittuale con Daisy, alla quale però tiene molto. Non ama le "diavolerie" moderne, come tostapane e frullatori, che iniziano ad invadere la sua cucina.

#### Daisy Robinson
Interpretata da Sophie McShera, doppiata da Emanuela Damasio. Una sguattera della cucina, ha altri undici fratelli e sorelle. È piuttosto ingenua ed imbranata, e si lascia condizionare spesso da Thomas e la O'Brien. Nella prima stagione accetta la corte di Thomas, capendo poi che lui non è davvero interessato. Nella seconda stagione fa credere a William di essere innamorata di lui e lo sposa prima che il ragazzo muoia. Ha forti sensi di colpa per aver ingannato William e si rifiuta di accettare la pensione di vedova di guerra. Nella terza stagione s'innamora, non ricambiata, di Alfred e diventa aiuto cuoca. Nell'ultima stagione consegue la licenza scolastica con ottimi voti ed accetta la corte del cameriere Andy.

#### Joseph Molesley
Interpretato da Kevin Doyle, doppiato da Gianni Bersanetti. È il maggiordomo e domestico di Matthew Crawley. All'inizio della prima stagione Matthew non gli permette di svolgere i suoi compiti, facendo tutto da solo, ma poi accetta che Molesley gli dia una mano a vestirsi. Nella seconda stagione s'innamora di Anna, che lo rifiuta. Grazie all'intercessione di Violet viene riformato dall'esercito. Torna a Downton come valletto di Matthew, ma, alla morte del giovane, non riesce a trovare lavoro; tuttavia, quando Alfred lascia Downton per diventare cuoco al Ritz, accetta con riluttanza di sostituirlo come cameriere. Nella sesta stagione diventa insegnante alla scuola del paese.

#### Ethel Parks
Interpretata da Amy Nuttall, doppiata da Angela Brusa. Lavora come domestica a Downton in sostituzione di Gwen. Mostra apertamente la sua insofferenza alla condizione di cameriera, guadagnandosi l'antipatia di tutti i domestici e numerosi dispetti da parte della O'Brien. Viene licenziata dopo essere stata sorpresa a letto con il maggiore Bryant, ricoverato a Downton. Rimane incinta dell'uomo, che però non vuole riconoscere il bambino; alla morte del maggiore, i genitori di lui le chiedono di lasciare a loro il piccolo Charlie e uscire dalla vita del bambino, ma lei rifiuta. Nella terza stagione, essendo diventata una prostituta, lascia Charlie ai nonni per fargli avere una vita migliore.

#### Alfred Nugent
Interpretato da Matt Milne, doppiato da Emiliano Coltorti. È il nuovo primo cameriere, nipote della O'Brien, che diventa presto vittima delle cattiverie di Thomas. È un ragazzo timido e molto alto, che spesso compie errori; viene comunque preso da Carson sotto la sua ala protettrice, giudicandolo responsabile e volenteroso. Nonostante lui e James diventino amici, sono spesso in competizione per farsi notare e per Ivy, della quale Alfred è innamorato. Gli piace il suo lavoro, ma sogna di fare lo chef, e riesce a vincere un concorso per diventare apprendista chef al Ritz.

#### James "Jimmy" Kent
Interpretato da Ed Speleers, doppiato da Gabriele Sabatini. È il nuovo secondo cameriere, un ragazzo affascinante che attira l'attenzione delle domestiche e di Thomas. Il padre è morto in guerra, mentre la madre per l'influenza spagnola. È un po' arrogante e non disdegna i divertimenti, e per questo Carson lo tollera a malapena. Corteggia Ivy principalmente per far dispetto ad Alfred. Viene sobillato dalla O'Brien contro Thomas quando quest'ultimo ci prova con lui. Viene licenziato quando Robert lo trova a letto con la sua ex padrona. 

#### Ivy Stuart
Interpretata da Cara Theobold, doppiata da Chiara Gioncardi. È la nuova sguattera di cucina, che incontra l'ostilità di Daisy perché viene corteggiata da Alfred. Ha un debole per Jimmy. Dopo il ballo di Rose parte per l'America per diventare la cuoca di Harold.

## Altri personaggi
- Lady Rosamund Painswick (stagione 1-6), interpretata da Samantha Bond, doppiata da Daniela Nobili.
L'unica sorella di Robert, è la vedova del ricco banchiere Marmaduke Painswick. Nonostante un press release affermasse l'esistenza di due figli, Cyril e Lavinia, in realtà non ne ha mai avuti, come detto da Edith nell'episodio speciale di Natale della quarta stagione. Esprime sempre la sua opinione su ogni cosa. È lei ad aiutare Edith quando la ragazza scopre di essere incinta.
- Sir Anthony Strallan (stagioni 1-3), interpretato da Robert Bathurst.
È un amico dei Crawley e nella prima stagione corteggia Edith. A causa di un proiettile che l'ha colpito durante la prima guerra mondiale, nella seconda stagione perde l'uso del braccio destro. Cede alla corte serrata di Edith, ma poi la abbandona all'altare a causa della differenza di età e del parere contrario di Robert e lady Violet.

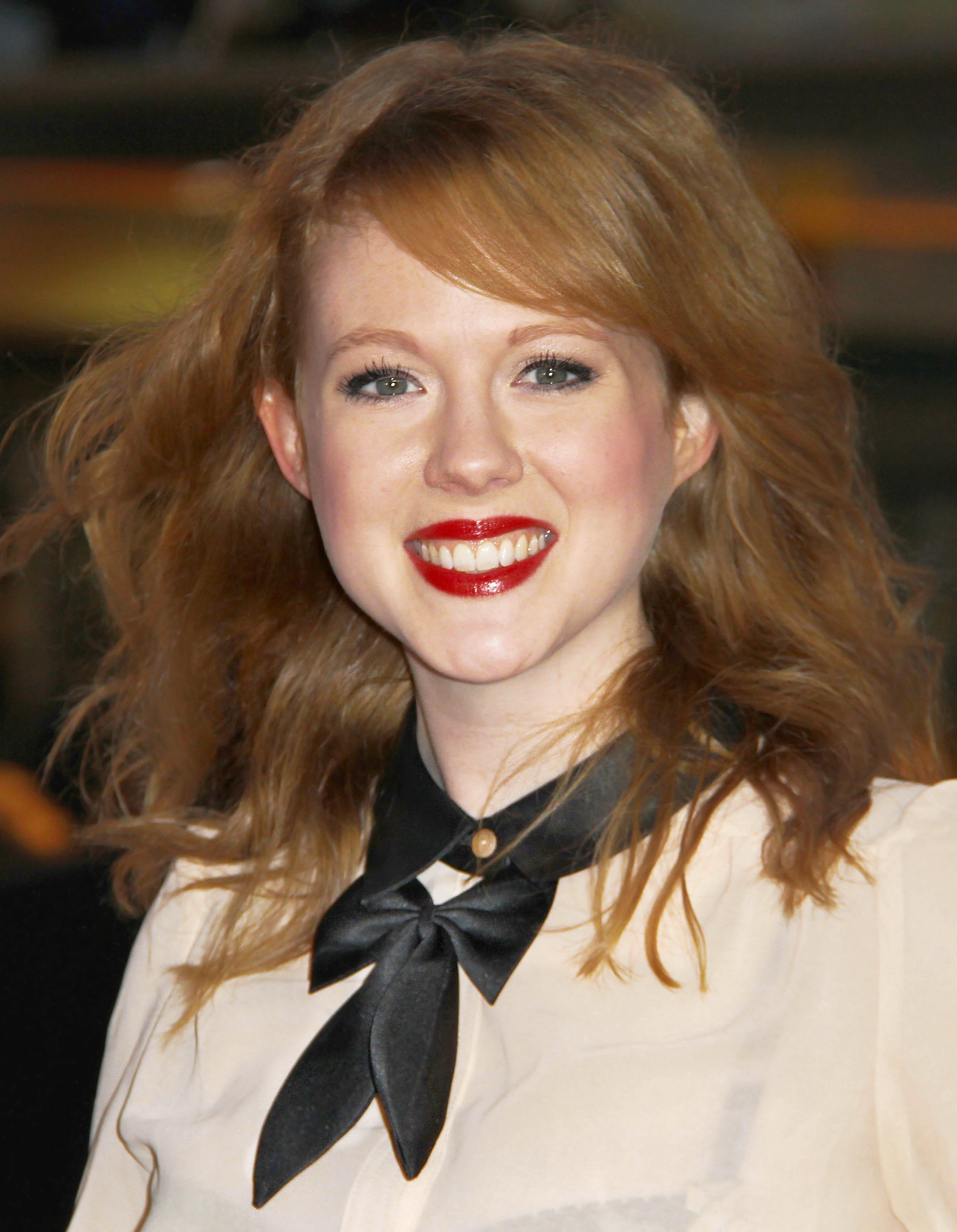
Zoe Boyle

- Lavinia Swire (stagione 2), interpretata da Zoe Boyle, doppiata da Chiara Gioncardi.
L'unica figlia dell'avvocato londinese Reggie Swire, sua madre è morta. È la fidanzata di Matthew, che ama profondamente. Rifiuta di abbandonarlo nonostante la sua invalidità, decidendo di sposarlo comunque. Muore inaspettatamente d'influenza spagnola pochi giorni prima del matrimonio, che i coniugi Crawley avevano accettato di celebrare a Downton Abbey. Prima di morire dà a Matthew la sua benedizione per lui e Mary.
- Sir Richard Carlisle (stagione 2), interpretato da Iain Glen, doppiato da Francesco Prando.
Appartenente alla nuova società, è il proprietario di un giornale e il fidanzato di Mary. Si dimostra un uomo crudele e senza scrupoli, che usa la minaccia dello scandalo per ricattare Mary e spingerla al matrimonio. Cerca di rubare Carson al servizio a Downton Abbey e tenta di comprare la complicità di Anna, ma fallisce. Alla fine della seconda stagione Mary lo lascia.
- Henry Lang (stagione 2), interpretato da Cal Macaninch, doppiato da Teo Bellia.
È il valletto di Lord Grantham e sostituisce Bates nella seconda stagione. Ex soldato, soffre di psicosi da bombardamento e, dopo un attacco isterico, si licenzia.
- Jane Moorsum (stagione 2), interpretata da Clare Calbraith, doppiata da Barbara De Bortoli.
Viene assunta come domestica dopo il licenziamento di Ethel. È una vedova di guerra e ha un figlio di dodici anni. Innamoratasi di Robert, si licenzia per non turbare la vita dei Crawley.
- Martha Levinson (stagione 3-4), interpretata da Shirley MacLaine, doppiata da Maria Pia Di Meo.
È la madre americana di Cora, e ha un altro figlio di nome Harold. Moderna ed anticonformista, tiene testa a lady Violet ed è orgogliosa del suo paese.
- Tony Foyle, Lord Gillingham (stagione 4-5), interpretato da Tom Cullen, doppiato da Pino Insegno.
Uno spasimante di Mary, si dichiara a lei dopo che è trascorso il lutto per Matthew: vorrebbe sposarla ma Mary è ancora legata al ricordo di suo marito defunto per potersi legare a qualcuno. Mary accetta di sposarlo dopo aver passato una notte insieme con lui a Liverpool, ma poi ci ripensa e cerca in tutti i modi di rendere palese il suo rifiuto. Lord Gillingham sposa Mable Lane- Fox, la donna con cui era fidanzato prima che cominciasse a corteggiare Mary.
- Charles Blake (stagione 4-5), interpretato da Julian Overden, doppiato da Andrea Lavagnino.
Collega di Evelyn Napier, arriva a Downton insieme a lui, con l'intento di condurre un'indagine per conto del Ministero sulla decadenza dell'aristocrazia dopo la guerra. Risulta antipatico a Mary che lo crede uno dei molti che spera nella rovina del suo ceto, i due diventano complici dopo aver trascorso una notte soccorrendo i maiali della tenuta rimasti senz'acqua. Anche Charles rimane affascinato dalla donna e spera un giorno di avere una possibilità con lui, ma si tira indietro dopo aver visto i sentimenti genuini di Tony per Mary. In seguito aiuta Mary a liberarsi delle continue attenzioni di Tony.
- Bertie Pelham, Lord Hexam (stagione 6), interpretato da Harry-Hadden Paton 
Amministratore della tenuta di Brancaster per conto degli Hexam, incontra i Crawley quando la famiglia trascorre le vacanze insieme ai Sinderby nella tenuta. Si innamora di Edith che vuole sposare, e diventa marchese di Hexam dopo che suo cugino, attuale marchese, muore in seguito alla malaria. Si allontana da Edith dopo che gli viene rivelata la vera identità di Marigold, ma tornano insieme essendo lui innamorato di lei.